# Françoiz Breut

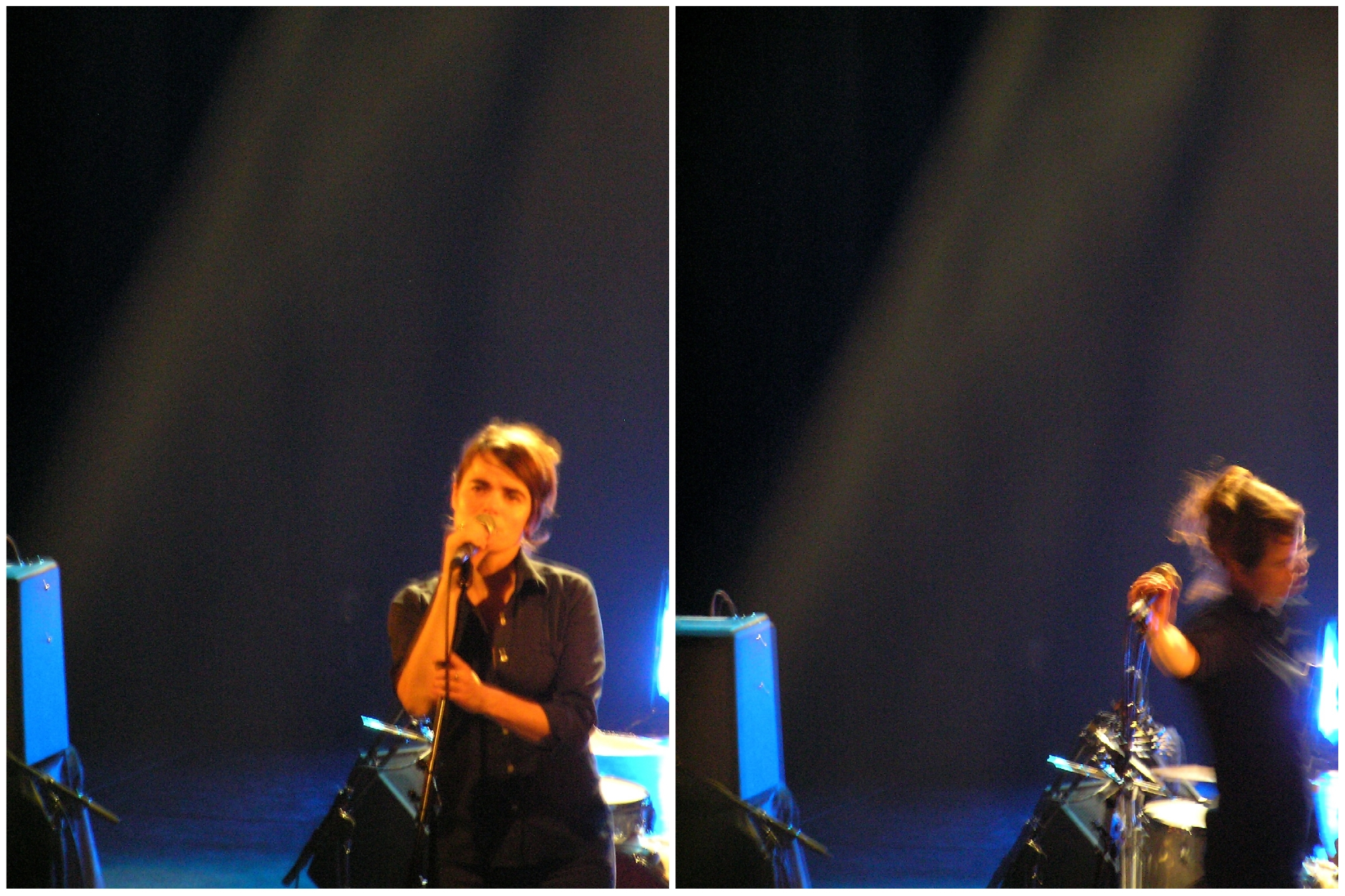
Françoiz Breut

Françoiz Breut, nombre artístico de Françoise Breut, (Cherbourg; 10 de diciembre de 1969), ilustradora y cantante de pop francesa. 
Breut inició su camino en el mundo de la música a raíz de su relación sentimental con la estrella de pop Dominique A, cuando éste le propuso contribuir en tres canciones de su álbum Si Je Connais Harry, de 1993. Dominique A escribió y arregló la mayoría de las canciones de su álbum de debut homónimo de 1997. Breut también ha colaborado con Yann Tiersen y Calexico. Actualmente, vive en Bruselas.
Su discografía incluye álbumes como Vingt à trente mille jours (2000), Une saison volée (2005) con el que ya comenzaría a escribir sus propias letras, Le goût des armes (2012), Zoo (2016), Flux flou de la foule (2021) y Vif! (2024), en los que ha evolucionado desde la interpretación de composiciones ajenas hacia una escritura propia, tanto en letras como en música.
Además de su actividad musical, Breut continúa desarrollando una obra gráfica como ilustradora, con publicaciones en editoriales y colaboraciones en el ámbito del cómic y el libro infantil, también exposiciones. Asimismo, ha participado en proyectos escénicos que cruzan la música con el teatro y la danza contemporánea.

## Discografía
- Françoiz Breut (Lithium / Bella Union, 1997)
- Vingt à trente mille jours (Labels, 2000)
- Une saison volée (Tôt ou Tard, 2005)
- À l’aveuglette (Naïve, 2008)
- La chirurgie des sentiments (Caramel Beurre Salé, 2012)
- Zoo (Caramel Beurre Salé, 2016)
- Flux flou de la foule (30 Février, 2021)
- Vif! (6T2, 2024)